# Szalicilsav
A szalicilsav (acidum salicylicum) és származékai a világ legszélesebb körben ismert gyógyszerei, amelyeket többek között a fájdalom és a láz csökkentésére, gyulladásos betegségek kezelésére használnak. Képletei: C7H6O3 (összegképlete) / HOC6H4COOH (tapasztalati képlete). A szalicilsav olyan béta-hidroxisav, ahol a hidroxilcsoport (-OH) és karboxilcsoport (-COOH) szomszédos helyzetű.
Alternatív régi neve, a spirsav vagy néhol spireasav (acidum spiricum), a réti legyezőfű (Filipendula ulmaria) nevéből ered, amit 1830-ban még Spirea ulmarianak neveztek – és a gyöngyvessző (Spiraea) nemzetséghez sorolták. Ekkor ugyanis Pierre-Henri Leroux francia gyógyszerésznek a vadvirágból sikerült jobb nyeredékkel hozzájutnia ahhoz az anyaghoz, amit megelőzően, még 1828-ban Johann Buchner müncheni gyógyszerészprofesszor fűzfakéregből izolált. A sárga színű, kesernyés ízű kristályos anyagot (C13H18O7) szalicinnek nevezte el, a fa latin neve (Salix) után. Majd 1838-ban Raffaele Piria olasz vegyész ebből állított elő hevítéses oxidációval szalicilsavat. De csak 1874-ben, Hermann Kolbe valósította meg a szalicilsav gazdaságos ipari szintézisét. Érdekesség, hogy ezek után, többek között a szalicil kellemetlen mellékhatásait kikerülendő Felix Hoffmann, a Bayer cég vegyésze az 1890-es években állította elő azt az acetilszalicilsavat, ami közismert nevén az 1899-ben piacra került aszpirin.
A magyar szakirodalomba valószínűleg német közvetítéssel érkezett.

## Tulajdonságai
Színtelen kristályos anyag. Vízben nehezen oldódik, de bórax vagy ammónium-citrát hozzáadásával növelni lehet az oldhatóságát. A kloroform, az éter vagy az alkohol igen könnyen oldja, a glicerin, zsírok, olajok kevéssé.
Kétértékű, egybázisú fenolsav. Mind a hidroxil-, mind a karboxilcsoportja észter alkotására alkalmas.
Porát belélegezve köhögést, esetleg torok- vagy hörghurutot okoz. A bőrt könnyen gyulladásba hozza, és rajta keresztül felszívódik. A baktériumokat és gombákat megöli, ezért fertőtlenítő hatású.
A szintetikus kémiában gyakori reagens. A természetben növényi hormon, a szalicin(en) (a szalicilsav glikozidos alakja) anyagcseréje során keletkezik. Legismertebb rokon vegyülete az acetilszalicilsav, mely (többek között) az Aspirin nevű gyógyszer hatóanyaga. A VIII. Magyar Gyógyszerkönyvben Acidum salicylicum    néven hivatalos.  

## Története
Ősidők óta ismert a fűzfakéreg lázcsillapító hatása. 1827-ben a fehér fűz (Salix alba) kérgéből kivontak egy keserű ízű glikozidot, a szalicint(en), melyből hidrolízis során szalicilalkohol szabadul fel. Ebből Raffaele Piria(it) állította elő oxidációval a szalicilsavat 1838-ban.
A szalicilsav a kúszó fajdbogyó illó olajában is megtalálható metil-szalicilát formájában; ebből 1844-ben állították elő a szalicilsavat.
1860-ban Hermann Kolbe(en) kidolgozta a szalicilsav nagyüzemi szintézisét fenolból, melyet 1885-ben Rudolf Schmitt(en) módosított (Kolbe–Schmitt reakció(en)). Ez tette lehetővé a széles körű terápiás alkalmazását.
1876-ban Stricker és Mac-Legan felfedezte heveny reumás láz elleni jó hatását, Sée pedig a húgysavürítést fokozó hatását. 1879-ben Campbell alkalmazta először köszvény ellen.
Charles Frédéric Gerhardt(en) állította elő az acetil-szalicilsavat 1853-ban. Kitűnő fájdalomcsillapító és lázcsökkentő hatását Heinrich Dreser(de) ismerte fel 1899-ben, és a szalicilsav régi neve (acidum spiricum) alapján Aspirin néven hozták forgalomba.

## Szintézis
A nátrium-fenoxidból és szén-dioxidból nagy nyomáson nátrium-szalicilát állítható elő (Kolbe-Schmitt reakció). Ebből savas közegben szalicilsav képződik.

## Kimutatás
Vas(III)-ionokkal a szalicilsav saját, 3 körüli pH-ján ibolyaszínű komplex keletkezik, melyben a szalicilsav:vas(III) arány 1:1. A reakció alkalmas a szalicilsav fotometriás tartalmi meghatározására, valamint az acetilszalicilsavban hidrolízis miatt létrejövő szalicilsav-szennyezés kimutatására is.

## Növényi hormon
A szalicilsav egy fitohormon, amely fontos szerepet játszik a növények fejlődésében, a fotoszintézisben, a növényi légzésben, az ionfelvételben és -transzportban valamint specifikus hatása van a levelek anatómiájában és a kloroplasztok szerkezetében.
A szalicilsav endogén jelátvivő molekula a növények kórokozó elleni védekező mechanizmusaiban is.

## Felhasználása
A szalicilsav fontos összetevője számos bőrápolószernek és kozmetikumnak, fogkrémeknek.
Akne, pszoriázis, bőrkeményedés, tyúkszem, keratosis pilaris és szemölcsök kezelésére használják. Gyorsítja az epidermis hámlását, így a faggyúmirigyek nem tömődnek el, és gyorsabban képződik új bőr. Ezért számos korpásodás ellen készített sampon alkotórésze is.
A szalicilsav lázcsillapító és gyulladáscsökkentő hatását 1763 óta ismerik.
Bár nagy dózisban toxikus, a háztartásban élelmiszerek tartósítására is használják. Csak hidegen szabad alkalmazni, mert melegben mérgező fenollá bomlik. Az élelmiszeriparban tilos tartósítószerként használni; a háztartásban is célszerűbb benzoesavval helyettesíteni.
Egyes emberekben kis mennyiségben is allergiát válthat ki.